# Lijst van burgemeesters van Graft
Dit is een lijst van burgemeesters van de voormalige Nederlandse gemeente Graft tot die gemeente in 1970 opging in de gemeente Graft-De Rijp
| Ambtsperiode | Naam burgemeester            | Partij of stroming | Bijzonderheden |
| ------------ | ---------------------------- | ------------------ | --- |
| 1831 - 1850  | Bouwen (B.) Geel sr.         |                    | schout/burgemeester |
| 1850 - 1873  | Bouwen (B.) Geel jr.         |                    | zoon van voorganger, tevens burgemeester van Zuid- en Noord-Schermer (1852-1857); in 1873 ontslagen en in 1874 veroordeeld tot celstraf |
| 1873 - 1880  | Tjepke (T.) Haitsma Mulier   |                    | tevens burgemeester van De Rijp (1872-1880), later burgemeester van Lochem                                                              |
| 1880 - 1899  | Simon (S.) Appel (1826-1899) |                    | tevens burgemeester van De Rijp |
| 1900 - 1931  | P.A. Romijn                  |                    | tevens burgemeester van De Rijp |
| 1931 - 1945  | C.A. van Staveren            |                    | tevens burgemeester van De Rijp |
| 1946 - 1966  | Jakob (J.) Dalenberg         | PvdA               | tevens burgemeester van De Rijp |
| 1966 - 1970  | Henk (H.J.) over de Linden   | PvdA               | tevens burgemeester van De Rijp, later burgemeester van Graft-De Rijp                                                                   |